# Ashangisee
Der Ashangisee (amharisch አሽንጌ ሐይቅ, Ashange Hayk') ist in der Tigray-Region von Äthiopien auf 2438 Metern über dem Meeresspiegel gelegen und hat keinen Abfluss. Nach der Statistical Abstract of Ethiopia 1967/68 ist der See fünf Kilometer lang und vier Kilometer breit, mit einer Fläche von 20 Quadratkilometern.

## Geschichte
Am 29. August 1542 rückte Ahmad ibn Ibrahim al-Ghazi gegen die portugiesischen Stellungen in der Nähe von Wofla auf der Südseite des Sees in der Schlacht von Wofla siegreich vor, wobei er den Anführer Cristóvão da Gama gefangen nahm und tötete.
Ein weiterer bemerkenswerter Kampf an den Ufern des Sees war die Schlacht am Ashenge am 9. Oktober 1909, als Dejazmach Abate Bwalu die Rebellen-Kräfte des Dejazmach Abraha Araya schlug.
Am 3. April 1936 wurden rund um den Ashangisee Tausende von Soldaten der äthiopischen Armee mit Giftgas getötet. Die Soldaten waren beim Abzug aus der Schlacht von Maychew während des Italienisch-Äthiopischen Krieges. Als sie sich zurückzogen, besprühten die Italiener die Gegend um den See mit Senfgas. Am 4. April sah Kaiser Haile Selassie I. mit Verzweiflung auf den schrecklichen Anblick der Leichen seiner Armee, die den vergifteten See umringten.